# Domenico Sbordone
Domenico Sbordone (* 3. September 1969 in München) ist ein ehemaliger deutscher Fußballspieler italienischer Abstammung.

## Karriere
Sbordone gehörte zur Saison 1988/89 der Amateurmannschaft des FC Bayern München an, für die er in der seinerzeit drittklassigen Bayernliga fünf Punktspiele bestritt. In der Folgesaison wechselte er zum Ligakonkurrenten MTV Ingolstadt, bei dem er mit 16 Punktspielen deutlich mehr Einsätze erhielt.
In der Saison 1992/93 bestritt er 20 Ligaspiele für den TSV Eching, bevor er für die Folgesaison vom FC Augsburg verpflichtet wurde. In 31 von 32 Saisonspielen kam er zum Einsatz und erzielte am 12. April 1994 (20. Spieltag) beim 2:0-Sieg im Auswärtsspiel gegen die SpVgg Plattling mit dem Treffer zum Endstand in der 71. Minute sein erstes Tor.
Nach Wiedereinführung der Regionalligen mit Saisonbeginn 1994/95 spielte er mit seiner Mannschaft, die sich als Bayernmeister qualifiziert hatte, in der nunmehr drittklassigen Regionalliga Süd, in der er 33 von 34 Punktspielen bestritt und drei Tore erzielte.
Zur Saison 1995/96 von Eintracht Frankfurt verpflichtet und in sieben Bundesligaspielen eingesetzt, bestritt er sein erstes am 12. August 1995 (1. Spieltag) beim 2:2-Unentschieden im Heimspiel gegen den Karlsruher SC von Beginn an. Nachdem der Abstieg der Frankfurter am Saisonende als 17. feststand, verließ der den Verein.
Von 1996 bis 2003 spielte er in der 2. Bundesliga, zunächst bis 2001 für die SpVgg Greuther Fürth, danach für den SSV Reutlingen 05; in dieser Zeit bestritt er insgesamt 155 Zweitligaspiele, in denen er zwei Tore erzielte, und 13 Spiele im DFB-Pokal-Wettbewerb. Wegen des Verstoßes gegen die Lizenzierungsauflagen wurden seinem Verein sechs Punkte abgezogen, womit dieser als 16. als Absteiger feststand, gemeinsam mit dem SV Waldhof Mannheim für die Regionalliga Süd keine Lizenz erhielt und somit in die viertklassige Oberliga Baden-Württemberg zwangsabstieg. In dieser bestritt er zwölf Punktspiele, bevor er in der Winterpause der Saison 2003/04 zum FC Augsburg in die drittklassige Regionalliga Süd wechselte und in zwei Spielzeiten 32 Saisonspiele bestritt.
Von 2005 bis 2007 gehörte er dem FC Ingolstadt 04 an, für den er jeweils eine Saison lang in der Bayernliga und in der Regionalliga Süd spielte und danach seine Profikarriere beendete.
Ab der Saison 2008/09 bildete er mit dem ehemaligen FC-Bayern-München-Profi Kurt Kremm die Innenverteidigung des Landesligisten SV Nehren, bei dem auch Jochen Weigl seine Karriere ausklingen ließ. Seit 2011 agiert Sbordone als Spielertrainer in Nehren.
Seine letzten drei Spielzeiten bestritt er für den SV Nehren, aus der gleichnamigen Gemeinde im Landkreis Tübingen. 2010/11 und 2011/12 spielte er in der sechstklassigen Verbandsliga Württemberg, 2012/13 in der Landesliga Württemberg 3.

## Sonstiges
Sbordone galt als eisenharter und zweikampfstarker Verteidiger. Dank seiner Körperlänge von 1,87 m gehörte auch das Kopfballspiel zu seinen absoluten Stärken.